# Centrum dla Polski
Centrum dla Polski (CdP) – polska centroprawicowa partia polityczna, współtworząca Koalicję Polską. Jej powstanie ogłoszono 2 maja 2022, zarejestrowana została 11 października 2022. Utworzyło ją środowisko Konserwatystów z KP, od czerwca 2021 funkcjonujących w ramach Stowarzyszenia „Tak! Polska” oraz think tanku Centrum Dobrego Państwa. Politycy ugrupowania wywodzą się w znaczącej części z prawego skrzydła Platformy Obywatelskiej.

## Historia

### Geneza
Wywodzący się z Platformy Obywatelskiej konserwatywni posłowie Marek Biernacki i Jacek Tomczak (wykluczeni z tej partii w styczniu 2018) 4 lipca 2019 opuścili klub Koalicji Obywatelskiej, dołączając (wraz z Radosławem Lubczykiem, należącym wówczas do Nowoczesnej) do posłów Polskiego Stronnictwa Ludowego i Unii Europejskich Demokratów, w związku z czym dotychczasowy klub parlamentarny PSL-UED przekształcił się w klub PSL – Koalicja Polska. W wyborach parlamentarnych w 2019 posłowie ci uzyskali reelekcję z list PSL, pod którego szyldem startowała Koalicja Polska i wraz z pozostałymi posłami z list PSL znaleźli się w nowej kadencji w klubie parlamentarnym Koalicja Polska – PSL-Kukiz’15. 28 listopada 2020, po usunięciu dwa dni wcześniej z koalicji ugrupowania Kukiz’15, klub przyjął nazwę „Koalicja Polska – PSL, UED, Konserwatyści”, w związku z czym opcja skupiona wokół Marka Biernackiego („Konserwatyści”) została uwzględniona w jego nazwie.
11 czerwca 2021 Marek Biernacki współtworzył wraz z ówczesnym senatorem KO Kazimierzem Michałem Ujazdowskim i osobami spoza polityki think tank Centrum Dobrego Państwa. 16 czerwca do klubu Koalicji Polskiej w Sejmie przystąpił wykluczony w poprzednim miesiącu z PO i klubu KO poseł Ireneusz Raś, a sześć dni później Kazimierz Michał Ujazdowski opuścił klub KO, przechodząc do koła Koalicja Polska – PSL w Senacie. 29 czerwca 2021 powstało Stowarzyszenie „Tak! Polska” (zarejestrowane 23 sierpnia tego samego roku), którego przewodniczącym został Ireneusz Raś, a wiceprzewodniczącymi Marek Biernacki i należący do PO były wówczas poseł Stanisław Żmijan (który w 2023 ponownie zasiadał w Sejmie, należąc do klubu KO).

### Powstanie i działalność partii
Z inspiracji sformułowanej przez wspierającego Koalicję Polską Aleksandra Halla w książce Anatomia władzy i nowa prawica idei powołania centroprawicowego ugrupowania stojącego w opozycji do modelu prawicowości realizowanego przez rząd Prawa i Sprawiedliwości, środowisko „Konserwatystów” w ramach KP utworzyło partię Centrum dla Polski. Jej powstanie ogłoszono 2 maja 2022 podczas konwencji Koalicji Polskiej na zamku w Rabsztynie. Wśród jej założycieli znaleźli się posłowie Radosław Lubczyk, Ireneusz Raś i Jacek Tomczak, senator Kazimierz Michał Ujazdowski, środowiska samorządowe z kilku województw, a także m.in. Tomasz Kulesza, Robert Kuraszkiewicz, Jan Orgelbrand i Jacek Wojnicki. Partia została zarejestrowana 11 października 2022.
11 marca 2023 odbył się kongres CdP (połączony z konwencją Koalicji Polskiej), na którym wybrano władze partii. Prezesem został Ireneusz Raś, a przewodniczącym rady krajowej Kazimierz Michał Ujazdowski. Na kongresie przemawiali Władysław Kosiniak-Kamysz (szef klubu KP i prezes PSL), Elżbieta Bińczycka (przewodnicząca UED) i Aleksander Hall, gościł na nim także Maciej Glamowski (prezydent Grudziądza).
W wyborach parlamentarnych w 2023 CdP wystartowało z list koalicyjnego komitetu Trzecia Droga, tworzonego przez PSL (z ramienia puli którego jako ugrupowania uczestniczącego w Koalicji Polskiej działacze partii znaleźli się na listach) i Polskę 2050. Do Sejmu wystartowali jej posłowie, uzyskując reelekcję, oraz rzecznik partii Jan Popławski. Do Senatu (w ramach tzw. paktu senackiego) o reelekcję ubiegał się Kazimierz Michał Ujazdowski, który również został ponownie wybrany. W nowej kadencji posłowie CdP zasiedli w klubie PSL-TD, a senator we wspólnym klubie TD. W rządzie Donalda Tuska wiceministrami zostali Ireneusz Raś (sportu i turystyki) oraz Jacek Tomczak (rozwoju i technologii). W marcu 2024 wiceprezes partii Hubert Cichocki został powołany na prezesa Sieci Badawczej Łukasiewicz.
W wyborach samorządowych w 2024 działacze CdP znaleźli się na listach TD (jako kandydaci PSL) bądź komitetów lokalnych. Startowali na radnych wszystkich szczebli, uzyskując mandaty w radach powiatów i gmin. W wyborach do Parlamentu Europejskiego w tym samym roku prezes partii Ireneusz Raś kandydował z listy TD w okręgu małopolsko-świętokrzyskim, nie uzyskując mandatu.
W 2024 z partii odeszli Hubert Cichocki, senator Kazimierz Michał Ujazdowski oraz m.in. Marek Tokarczyk, Jakub Czułba i Jacek Wojnicki. W sierpniu wznowili oni (we współpracy z Aleksandrem i Katarzyną Hallami) działalność think tanku Centrum Dobrego Państwa (który w kwietniu 2025 ogłosił ukonstytuowanie się jako stowarzyszenie, na czele którego stanął Jakub Czułba).
30 października 2024 poseł Jacek Tomczak zrezygnował z funkcji wiceministra rozwoju i technologii.
14 grudnia 2024 odbył się nadzwyczajny kongres CdP, na którym przyjęto odnowioną deklarację ideową partii oraz szereg postulatów programowych dotyczących bezpieczeństwa i gospodarki. Określono też jako partnera międzynarodowego Europejską Partię Ludową. Na czele rady krajowej stanął Jan Orgelbrand.
Partia opowiedziała się za poparciem marszałka Sejmu i przewodniczącego Polski 2050 Szymona Hołowni w wyborach prezydenckich w 2025, jako wspólnego kandydata TD. W II turze poparła (jak cała Trzecia Droga) Rafała Trzaskowskiego z PO.

## Program i idee
CdP w deklaracji założycielskiej podkreśliło wartość godności osoby ludzkiej, poszanowanie praw i wolności wszystkich obywateli, wartość kultury (uformowanej w Polsce przez chrześcijaństwo i wartości ogólnoludzkie), tradycji i rodziny, własności prywatnej, wolnego rynku, potrzebę podmiotowości i miejsca Polski w Unii Europejskiej i NATO oraz istotną rolę Polaków mieszkających za granicą w ramach polskiej wspólnoty. Opowiedziało się za zasadami solidarności i pomocniczości w działaniu państwa, przejrzystą polityką danin publicznych, niezależnym i efektywnym sądownictwem, podmiotowością Trybunału Konstytucyjnego, wolnością badań naukowych i uniwersytetów, działaniem na rzecz jedności wspólnoty narodowej i przywrócenia zaufania obywateli do państwa, tworzeniem płaszczyzn współpracy ponad podziałami w kwestiach strategicznych, skokowym zwiększeniem zdolności obronnych Polski, rozwojem demokracji uczestniczącej, wdrożeniem programu „Otwarty parlamentaryzm” oraz dążeniem do odnowy i rozwoju zaniedbanych segmentów życia społecznego. W maju 2023 CdP przyjęło uchwałę „Gospodarka dla rozwoju i bezpieczeństwa Polski”, a w sierpniu tego samego roku politycy partii przedstawili propozycję pięciu filarów reformy państwowych uczelni wyższych.
W odnowionej w grudniu 2024 deklaracji ideowej CdP określiło się jako partia centroprawicowa i konserwatywno-liberalna, odwołująca się do myśli chrześcijańskiej demokracji, konserwatyzmu i ordoliberalizmu. Za podstawowe zasady społeczne uznała personalizm, odpowiedzialność, dobro wspólne, solidarność i pomocniczość. Podkreśliła wartość pracy i opowiedziała się za rozwojem obrony cywilnej. Uznała za zagrożenie imperializm Rosja, uznając za polską rację stanu istnienie niepodległej Ukrainy. Partia przyjęła wówczas również postulaty wpisania do ustawy 5% PKB na obronność, powołania Funduszu Przeciwdziałania Zagrożeniom Cyfrowym, zakazu używania telefonów komórkowych przez uczniów w placówkach oświatowych, powołania sejmowej komisji ds. deregulacji, powiązania wysokości kwoty wolnej od podatku z pensją minimalną i ustanowienia stałego przewidywalnego mechanizmu jej waloryzowania, ustabilizowania kwoty minimalnej i uzależnienia jej wysokości jednorocznej podwyżki od corocznego wzrostu inflacji oraz stworzenia systemu zachęt inwestycyjnych dla przedsiębiorców tworzących własność intelektualną. Opowiedziała się za obroną nienaruszalności instytucji fundacji rodzinnych.

## Zarząd
Prezes:
- Ireneusz Raś

Wiceprezesi:
- Radosław Lubczyk
- Natalia Osten-Sacken
- Jacek Tomczak

Skarbnik:
- Wojciech Krawczyk

Przewodniczący Rady Krajowej:
- Jan Orgelbrand

Pozostali członkowie zarządu:
- Jakub Kaliński
- Tomasz Kulesza
- Robert Pajdo
- Miłosz Pałka
- Krzysztof Suszek

## Parlamentarzyści

### Posłowie
- Radosław Lubczyk
- Ireneusz Raś – sekretarz stanu w Ministerstwie Sportu i Turystyki
- Jacek Tomczak

Posłem kojarzonym z CdP jest również inicjator środowiska Konserwatystów w ramach Koalicji Polskiej, Marek Biernacki.
Wszyscy posłowie CdP w Sejmie IX kadencji zasiadali w klubie Koalicji Polskiej, a w Sejmie X kadencji zasiadają w klubie Polskie Stronnictwo Ludowe – Trzecia Droga. Do Sejmu IX kadencji Radosław Lubczyk i Jacek Tomczak zostali (podobnie jak Marek Biernacki) wybrani z list PSL, a Ireneusz Raś z listy Koalicji Obywatelskiej. Do Sejmu X kadencji wszyscy zostali wybrani z list TD.

### Były senator (do 2024, został senatorem bezpartyjnym)
- Kazimierz Michał Ujazdowski, do Senatu X kadencji wybrany z ramienia Koalicji Obywatelskiej, pod koniec kadencji w kole Koalicja Polska – Polskie Stronnictwo Ludowe; do Senatu XI kadencji wybrany z ramienia Trzeciej Drogi i zasiadł w jej klubie